# Riccardo Paternò di Montecupo
Riccardo Paternò, IX Conde de Montecupo, dos Duques de San Nicola e Pozzomauro e XIII Príncipe de Cerenzia, (Nápoles, 5 de outubro de 1945) é um economista e professor italiano, membro do Conselho Soberano da Ordem Soberana e Militar de Malta e seu Grão-Chanceler. É membro de direito da Sociedade Italiana de Economistas.
Como Grão-Chanceler, é responsável pela política externa e pelas missões diplomáticas da Ordem de Malta, ao mesmo tempo em que é Ministro do Interior, responsável pelas 48 associações nacionais da Ordem em todo o mundo. Sob a autoridade do Grão-Mestre e de acordo com a Constituição, ele é responsável por representar a Ordem perante terceiros, conduzir a política e administração interna e coordenar as atividades do Governo da Ordem de Malta.

## Biografia
Graduou-se em Direito pela Universidade Federico II de Nápoles. Lecionou economia internacional em várias universidades italianas e como professor visitante na London School of Economics. Ele ocupou a cadeira de Economia Internacional na Faculdade de Economia da Universidade de Nápoles por 35 anos.
De 1983 a 1994 foi consultor econômico de alguns ministros da República Italiana, bem como da Presidência do Conselho de Ministros. Também foi membro do Comitê Técnico-Científico de Planejamento Econômico e de inúmeras empresas italianas e estrangeiras. Foi membro do Comitê Científico do Institute of Commerce e assinou numerosos editoriais para o jornal "Il Mattino" de Nápoles.
É presidente da Fundação Ernst & Young, cujo objetivo é dar oportunidades a jovens em situação de desvantagem. Ele é o promotor de uma instalação da UNITALSI em Nápoles, "Casa Sveva", para abrigar as famílias de crianças internadas em centros pediátricos na Campânia. Desde 1962 é voluntário da UNITALSI em peregrinações aos Santuários de Lourdes e Loreto. Fundou e preside a Fundação "Renato e Laura Paternò", com fins filantrópicos.
Em 1979 ingressou na Ordem de Malta e desde 2016 está na liderança da Associação dos Cavaleiros Italianos. Na qualidade de presidente da Associação Italiana, é também chefe do corpo militar, gerido há mais de um século em estreita colaboração entre o Exército italiano e a Ordem de Malta, especializado em saúde militar. Participou de numerosas peregrinações internacionais ao Santuário de Lourdes e nacionais a Assis e Loreto. Ele ocupou o cargo de Observador Adjunto da missão da Ordem de Malta junto à Organização das Nações Unidas para Agricultura e Alimentação (FAO).
Ele assumiu o cargo de Grão-Chanceler em 3 de setembro de 2022. O Capítulo Geral extraordinário de 25 a 29 de janeiro de 2023 o reconfirmou por mais seis anos.